# Alex Pereira
Alex Sandro Silva Pereira (São Bernardo do Campo, São Paulo, Brasil; 7 de julio de 1987) es un kickboxer y artista marcial mixto brasileño que compite en la división de peso semipesado de Ultimate Fighting Championship en donde fue una vez campeón de peso semipesado de UFC. Pereira también ha sido campeón de peso mediano de UFC en una ocasión convirtiéndolo así en uno de los pocos dobles campeones en la historia de UFC. Actualmente, Pereira se encuentra como el peso semipesado #1 en los rankings y en el #10 en la clasificación de libra por libra de la UFC.
Considerado como uno de los mejores atletas de combate y deportistas de su país, Pereira es el único luchador que ha sido campeón mundial en dos divisiones tanto en kickboxing como en MMA.

## Biografía y carrera

### Primeros años
Creció en una favela y dejó la escuela secundaria para empezar a trabajar en una tienda de neumáticos a los 12 años. Influido por sus compañeros, empezó a beber y acabó convirtiéndose en alcohólico. En 2009 empezó a entrenar kick boxing para librarse de su adicción.

### Carrera de Kickboxing

#### Inicios
Ganó el Glory 14: Zagreb - Middleweight Contender Tournament en Zagreb, Croacia, el 8 de marzo de 2014, venciendo a Dustin Jacoby por KO en el primer asalto en las semifinales y a Sahak Parparyan por decisión mayoritaria en la final.
Se anunció durante la emisión de Glory 15: Estambul que Pereira sería uno de los ocho luchadores que competirían en el torneo de peso medio Glory 17: Los Ángeles - Last Man Standing en Inglewood, California, Estados Unidos el 21 de junio de 2014. En cuartos de final perdió por decisión unánime ante el que sería el campeón, Artem Levin, y quedó fuera del torneo.
Estaba previsto que luchara en la revancha con César Almeida durante el WGP Kickboxing 25 por el título vacante de peso medio del WGP. Derrotó a Almeida por decisión. Defendió su título de WGP KB con un KO en el segundo asalto sobre Maycon Silva en WGP KB 40.
En sus siguientes cinco combates, Pereira tuvo una racha de 4-1, y sólo perdió contra Artur Kyshenko. Durante esta carrera logró sus victorias más famosas, derrotando al futuro Campeón de Peso Medio de la UFC Israel Adesanya en dos ocasiones: una por decisión unánime, y otra por un KO.
Ganó el título de peso medio de Glory con una victoria por decisión unánime contra Simon Marcus en Glory 46: China.

#### Campeonato de Peso Medio de Glory
Se enfrentó a Yousri Belgaroui en Superfight Series de Glory 40 y Glory 49, y luego en 2018 en el Madison Square Garden de Nueva York en el Glory 55 para el combate por el título del peso medio, donde Belgaroui había recibido el KO de derecha por encima del hombro a los 2:29 del primer asalto. Fue la 28.ª victoria de su carrera y la sexta dentro del ring de Glory.
En noviembre de 2018 dijo que seguiría la carrera de MMA después de que su contrato con Glory expirará en abril de 2019. Finalmente volvió a firmar con Glory con la posibilidad de luchar también en las artes marciales mixtas.
Tras cuatro defensas consecutivas del título de peso medio de Glory (contra Yousri Belgaroui, Simon Marcus y Jason Wilnis), Subió de categoría para luchar contra Donegi Abena por el Campeonato Interino de Peso Semipesado de Glory en Glory 68. Ganó el combate por KO en el tercer asalto, convirtiéndose en el primer doble campeón de la historia de Glory.
Después de ganar el Campeonato de Peso Semipesado, optó por defender su título de peso medio contra Ertugrul Bayrak en Glory Collision 2 el 21 de diciembre de 2019. Tras dominar ampliamente el primer asalto, ganó el combate por KO al final del mismo.

#### Campeonato de Peso Semipesado de Glory
Se enfrentó a Artem Vakhitov por el título de peso semipesado de Glory en Glory 77. Ganó el combate por decisión dividida, convirtiéndose en el primer luchador de la historia de GLORY en ostentar simultáneamente dos cinturones.
Posteriormente, fue despojado de su título de peso medio.
Se enfrentó a Artem Vakhitov Glory 78: Arnhem en su primera defensa del título. Perdió el combate por decisión mayoritaria.

### Carrera de artes marciales mixtas

#### Inicios
Hizo su debut profesional en las artes marciales mixtas en 2015, perdiendo el combate por sumisión. Posteriormente, acumulando dos victorias consecutivas, anunció que había firmado un contrato para enfrentarse a Diego Henrique da Silva en la edición brasileña del Dana White's Contender Series el 10 de agosto de 2018. Sin embargo, el combate nunca se materializó ya que Glory no le permitió competir.
El 22 de octubre de 2020 surgió la noticia de que había firmado un contrato con Legacy Fighting Alliance y entonces hizo su debut en la promoción contra Thomas Powell el 20 de noviembre de 2020. Ganó el combate por KO en el primer asalto.

#### Ultimate Fighting Championship
Debutó en la UFC contra Andreas Michailidis el 6 de noviembre de 2021 en UFC 268. Ganó el combate por TKO en el segundo asalto. Esta victoria le valió el premio a la Actuación de la Noche.
Se enfrentó a Bruno Silva el 12 de marzo de 2022 en UFC Fight Night: Santos vs. Ankalaev. Ganó el combate por decisión unánime.
Se esperaba que se enfrentara a Sean Strickland el 30 de julio de 2022 en UFC 277. Sin embargo, la promoción decidió trasladar el combate para el 2 de julio de 2022 en UFC 276. Ganó el combate por KO en el primer asalto. Esta victoria le valió el premio a la Actuación de la Noche, además del premio de tercer lugar de Crypto.com que consistió en un pago de $10.000 en bitcoin.
Se enfrentó a Israel Adesanya por el Campeonato de Peso Medio de la UFC el 12 de noviembre de 2022 en UFC 281. Ganó el combate y el campeonato por TKO en el quinto asalto. Esta victoria le valió el premio a la Actuación de la Noche.
Se enfrentó a Israel Adesanya por el Campeonato de Peso Medio de la UFC el 8 de abril de 2023 en UFC 287. Perdió el combate y el campeonato por KO en el segundo asalto.
El 13 de abril de 2023 anunció a través de Twitter que subiría a la división de peso semipesado.
Se enfrentó a Jan Błachowicz el 29 de julio de 2023 en UFC 291. Ganó el combate por decisión dividida.
Se enfrentó a Jiří Procházka por el vacante Campeonato de Peso Semipesado de la UFC el 11 de noviembre de 2023 en UFC 295. Ganó el combate y el campeonato por TKO en el segundo asalto. Esta victoria le valió el premio a la Actuación de la Noche. Esta victoria lo convirtió en el noveno peleador de la historia de la UFC en proclamarse campeón en dos divisiones de peso diferentes.
Se enfrentó a Jamahal Hill por el Campeonato de Peso Semipesado de la UFC el 13 de abril de 2024 en UFC 300. Ganó el combate por KO en el primer asalto.
Se enfrentó a Jiří Procházka por el Campeonato de Peso Semipesado de la UFC el 29 de junio de 2024 en UFC 303. Ganó el combate por TKO en el segundo asalto. Esta victoria le valió el premio a la Actuación de la Noche. En una entrevista, el entrenador de Pereira reveló más tarde que Pereira recibió un bono de $303,000 por su actuación en UFC 303.
Se enfrentó a Khalil Rountree Jr. por el  Campeonato de Peso Semipesado de la UFC el 5 de octubre de 2024 en UFC 307. Ganó el combate por TKO en el cuarto asalto. Este combate le valió el premio a la Pelea de la Noche.

## Vida personal
Forma parte de los pueblos indígenas de Brasil. Su apodo "Poatan" significa "Manos de Piedra" en lengua tupí , que sin embargo no es la lengua étnica de los pataxó. El apodo le fue dado por su primer entrenador de kickboxing, Belocqua Wera, quien también fue responsable de ayudar a Pereira a descubrir su ascendencia indígena. Tiene una hermana llamada Aline Pereira, que compitió en Glory Kickboxing y debutó en MMA el 18 de noviembre de 2022.

## Campeonatos y logros

### Artes marciales mixtas
- Ultimate Fighting Championship
  - Campeonato de Peso Semipesado de UFC (una vez, actual)
    - Tres defensas de título exitosas
    - El menor tiempo y el menor número de combates para ganar campeonatos en dos divisiones en la historia de la UFC (736 días/7 combates).[75][76]

  - Campeonato de Peso Medio de UFC (una vez)
    - Menos peleas de MMA para convertirse en campeón de dos divisiones de UFC (11 peleas)[77]
    - Primer y único peleador en ganar los campeonatos de peso mediano y semipesado de UFC[75]

  - Actuación de la Noche (cinco veces) vs. Andreas Michailidis, Sean Strickland, Israel Adesanya y Jiří Procházka x2[45][51][55][69]
  - Pelea de la Noche (una vez) vs. Khalil Rountree Jr.
  - 9° peleador en convertirse en campeón en 2 divisiones en la historia de UFC.
  - Premios Semestrales 2024: Mejor Luchador del Primer Semestre.[78]

### Kick boxing
Profesional
- Glory
  - Campeonato de Peso Semipesado de Glory en 2021
  - Campeonato Interino de Peso Semipesado de Glory en 2019
  - Campeonato de Peso Mediano de Glory en 2017 (cinco defensas)
  - Ganador del torneo de contendientes de peso mediano de Glory de 2014

- WGP Kickboxing
  - Campeonato de Peso Mediano de Kick boxing de  WGP de 2015
  - Campeonato de WGP -85 kg/187 lb en 2012

- Asociación Mundial de Organizaciones de Kickboxing
  - Campeonato de WAKO Pro Panamerican K-1 -85 kg/187 lb en 2013

Amateur
- Asociación Mundial de Organizaciones de Kickboxing
  - Campeonato Mundial de WAKO 2013 en Guaruja, Brasil K-1 -91 kg

Premios
- KO del año en 2019 por CombatPress.com vs. Jason Wilnis[79]

## Récord en artes marciales mixtas
| Récord profesional | Récord profesional | Récord profesional |
| 15 peleas          | 12 victorias       | 3 derrotas         |
| ------------------ | ------------------ | ------------------ |
| Nocaut             | 10                 | 1                  |
| Sumisión           | 0                  | 1                  |
| Decisión           | 2                  | 1                  |

| Resultado | Récord | Oponente                           | Método                                 | Evento                               | Fecha                   | Ronda | Tiempo | Localización         | Notas                                                                           |
| --------- | ------ | ---------------------------------- | -------------------------------------- | ------------------------------------ | ----------------------- | ----- | ------ | -------------------- | ------------------------------------------------------------------------------- |
|           |        | Magomed Ankalaev                   |                                        | UFC 320                              | 4 de octubre de 2025    |       |        | Las Vegas, Nevada    | Por el Campeonato de Peso Semipesado de UFC                                     |
| Derrota   | 12-3   | Magomed Ankalaev                   | Decisión (unánime)                     | UFC 313                              | 8 de marzo de 2025      | 5     | 5:00   | Las Vegas, Nevada    | Perdió el Campeonato de Peso Semipesado de la UFC.                              |
| Victoria  | 12-2   | Khalil Rountree Jr.                | TKO (puñetazos y golpes al cuerpo)     | UFC 307                              | 5 de octubre de 2024    | 4     | 4:32   | Salt Lake City, Utah | Defendió el Campeonato de Peso Semipesado de la UFC. Pelea de la Noche.         |
| Victoria  | 11-2   | Jiří Procházka                     | TKO (patada en la cabeza y puñetazos)  | UFC 303                              | 29 de junio de 2024     | 2     | 0:13   | Las Vegas, Nevada    | Defendió el Campeonato de Peso Semipesado de la UFC. Actuación de la Noche.     |
| Victoria  | 10-2   | Jamahal Hill                       | KO (puñetazos)                         | UFC 300                              | 13 de abril de 2024     | 1     | 3:14   | Las Vegas, Nevada    | Defendió el Campeonato de Peso Semipesado de la UFC.                            |
| Victoria  | 9-2    | Jiří Procházka                     | TKO (codazos)                          | UFC 295                              | 11 de noviembre de 2023 | 2     | 4:08   | Nueva York           | Ganó el vacante Campeonato de Peso Semipesado de la UFC. Actuación de la Noche. |
| Victoria  | 8-2    | Jan Błachowicz                     | Decisión (dividida)                    | UFC 291                              | 29 de julio de 2023     | 3     | 5:00   | Salt Lake City, Utah | Debut en el peso semipesado.                                                    |
| Derrota   | 7-2    | Israel Adesanya                    | KO (puñetazos)                         | UFC 287                              | 8 de abril de 2023      | 2     | 4:21   | Miami, Florida       | Perdió el Campeonato de Peso Medio de la UFC.                                   |
| Victoria  | 7-1    | Israel Adesanya                    | TKO (puñetazos)                        | UFC 281                              | 12 de noviembre de 2022 | 5     | 2:01   | Nueva York           | Ganó el Campeonato de Peso Medio de la UFC.Actuación de la Noche.               |
| Victoria  | 6-1    | Sean Strickland                    | KO (puñetazos)                         | UFC 276                              | 2 de julio de 2022      | 1     | 2:36   | Las Vegas, Nevada    | Actuación de la Noche.                                                          |
| Victoria  | 5-1    | Bruno Silva                        | Decisión (unánime)                     | UFC Fight Night: Santos vs. Ankalaev | 12 de marzo de 2022     | 3     | 5:00   | Las Vegas, Nevada    |                                                                                 |
| Victoria  | 4-1    | Andreas Michailidis                | TKO (rodillazo volador)                | UFC 268                              | 6 de noviembre de 2021  | 2     | 0:18   | Nueva York           | Actuación de la Noche.                                                          |
| Victoria  | 3-1    | Thomas Powell                      | KO (puñetazo)                          | LFA 95                               | 20 de noviembre de 2020 | 1     | 4:04   | Park City, Kansas    |                                                                                 |
| Victoria  | 2-1    | Marcus Vinicius Fialho da Silveira | TKO (puñetazos)                        | Jungle Fight 87                      | 21 de mayo de 2016      | 2     | 4:55   | São Paulo            |                                                                                 |
| Victoria  | 1-1    | Marcelo Cruz                       | KO (puñetazo)                          | Jungle Fight 85                      | 23 de enero de 2016     | 1     | 4:07   | São Paulo            |                                                                                 |
| Derrota   | 0-1    | Quemuel Ottoni                     | Sumisión (estrangulamiento por detrás) | Jungle Fight 82                      | 24 de octubre de 2015   | 3     | 2:52   | São Paulo            |                                                                                 |

## Récord en Kickboxing
| Récord en Kickboxing                                     | Récord en Kickboxing | Récord en Kickboxing | Récord en Kickboxing                                                              | Récord en Kickboxing    | Récord en Kickboxing             | Récord en Kickboxing | Récord en Kickboxing |
| -------------------------------------------------------- | -------------------- | -------------------- | --------------------------------------------------------------------------------- | ----------------------- | -------------------------------- | -------------------- | -------------------- |
| 33 Victorias (21 (T)KOs), 7 Derrotas (2 (T)KOs)          |                      |                      |                                                                                   |                         |                                  |                      |                      |
| Fecha                                                    | Resultado            | Oponente             | Evento                                                                            | Localización            | Método                           | Ronda                | Tiempo               |
| 2021-09-04                                               | Derrota              | Artem Vakhitov       | Glory 78: Rotterdam                                                               | Róterdam, Paíes Bajos   | Decisión (Mayoritaria)           | 5                    | 3:00                 |
| Perdió el Campeonato de Peso Semipesado de Glory.        |                      |                      |                                                                                   |                         |                                  |                      |                      |
| 2021-01-30                                               | Victoria             | Artem Vakhitov       | Glory 77: Rotterdam                                                               | Róterdam, Paíes Bajos   | Decisión (Dividida)              | 5                    | 3:00                 |
| Ganó el Campeonato de Peso Semipesado de Glory.          |                      |                      |                                                                                   |                         |                                  |                      |                      |
| 2019-12-21                                               | Victoria             | Ertugrul Bayrak      | Glory Collision 2                                                                 | Arnhem, Países Bajos    | KO (Gancho de Izquierda)         | 1                    | 3:00                 |
| Defendió el Campeonato de Peso Mediano de Glory.         |                      |                      |                                                                                   |                         |                                  |                      |                      |
| 2019-09-28                                               | Victoria             | Donegi Abena         | Glory 68: Miami                                                                   | Miami, Estados Unidos   | KO (Gancho de Izquierda)         | 3                    | 2:08                 |
| Ganó el Campeonato Interino de Peso Semipesado de Glory. |                      |                      |                                                                                   |                         |                                  |                      |                      |
| 2019-05-17                                               | Victoria             | Jason Wilnis         | Glory 65: Utrecht                                                                 | Utrecht, Países Bajos   | KO (Rodillazo Volador Izquierdo) | 1                    | 1:31                 |
| Defendió el Campeonato de Peso Mediano de Glory.         |                      |                      |                                                                                   |                         |                                  |                      |                      |
| 2018-09-14                                               | Victoria             | Simon Marcus         | Glory 58: Chicago                                                                 | Chicago, Estados Unidos | Decisión (Unánime)               | 5                    | 3:00                 |
| Defendió el Campeonato de Peso Mediano de Glory.         |                      |                      |                                                                                   |                         |                                  |                      |                      |
| 2018-07-20                                               | Victoria             | Yousri Belgaroui     | Glory 55: New York                                                                | New York, United States | KO (Gancho de Derecha)           | 1                    | 2:16                 |
| Defendió el Campeonato de Peso Mediano de Glory.         |                      |                      |                                                                                   |                         |                                  |                      |                      |
| 2017-12-09                                               | Victoria             | Yousri Belgaroui     | Glory 49: Rotterdam                                                               | Róterdam, Paíes Bajos   | TKO (Paro Médico)                | 3                    | 1:54                 |
| Defendió el Campeonato de Peso Mediano de Glory.         |                      |                      |                                                                                   |                         |                                  |                      |                      |
| 2017-10-14                                               | Victoria             | Simon Marcus         | Glory 46: China                                                                   | Guangzhou, China        | Decisión (Unánime)               | 5                    | 3:00                 |
| Ganó el Campeonato de Peso Mediano de Glory.             |                      |                      |                                                                                   |                         |                                  |                      |                      |
| 2017-09-16                                               | Victoria             | Maycon Silva         | WGP Kickboxing 40                                                                 | Paraná, Brasil          | KO (Gancho de Izquierda)         | 2                    | 2:00                 |
| Defendió el título de -85 kg de WGP Kickboxing.          |                      |                      |                                                                                   |                         |                                  |                      |                      |
| 2017-04-29                                               | Derrota              | Yousri Belgaroui     | Glory 40: Copenhagen, Final                                                       | Copenhague, Dinamarca   | Decisión (Unánime)               | 3                    | 3:00                 |
| 2017-04-29                                               | Victoria             | Burim Rama           | Glory 40: Copenhagen, Semifinal                                                   | Copenhague, Dinamarca   | TKO (Gancho de Derecha)          | 3                    | 1:42                 |
| 2017-03-04                                               | Victoria             | Israel Adesanya      | Glory of Heroes 7                                                                 | São Paulo, Brasil       | KO (Gancho de Izquierda)         | 3                    | N/A                  |
| 2016-07-31                                               | Derrota              | Artur Kyshenko       | Kunlun Fight 48                                                                   | Jining, China           | TKO (Golpes)                     | 2                    | 2:55                 |
| 2016-05-08                                               | Victoria             | Junior Alpha         | WGP Kickboxing 30                                                                 | Brasil                  | KO (Gancho de Derecha)           | 4                    | N/A                  |
| 2016-04-02                                               | Victoria             | Israel Adesanya      | Glory of Heroes 1                                                                 | China                   | Decisión (Unánime)               | 5                    | N/A                  |
| 2015-07-25                                               | Victoria             | César Almeida        | WGP Kickboxing 25                                                                 | São Paulo, Brasil       | Decisión                         | 5                    | 3:00                 |
| Ganó el título vacante de -85 kg de WGP Kickboxing.      |                      |                      |                                                                                   |                         |                                  |                      |                      |
| 2015-04-03                                               | Derrota              | Jason Wilnis         | Glory 20: Dubai - Middleweight Contender Tournament, Semi Finals                  | Dubái, EAU              | Decisión (Unánime)               | 3                    | 3:00                 |
| 2014-12-20                                               | Victoria             | Iván Galaz           | WGP Kickboxing 24                                                                 | São Paulo, Brasil       | TKO (Tres Knockdowns)            | 2                    | N/A                  |
| 2014-09-27                                               | Victoria             | Robert Thomas        | WGP Kickboxing 22                                                                 | Brasil                  | Decisión (Unánime)               | 3                    | 3:00                 |
| 2014-06-21                                               | Derrota              | Artem Levin          | Glory 17: Los Angeles - Middleweight Last Man Standing Tournament, Quarter Finals | Inglewood, California   | Decisión (Unánime)               | 3                    | 3:00                 |
| 2014-04-26                                               | Victoria             | Aleksandr Dmitrenko  | WGP SUPER 4                                                                       | São Paulo, Brasil       | Decisión (Unánime)               | 3                    | 3:00                 |
| 2014-03-08                                               | Victoria             | Sahak Parparyan      | Glory 14: Zagreb - Middleweight Contender Tournament, Final                       | Zagreb, Croacia         | Decisión (Mayoritaria)           | 3                    | 3:00                 |
| Ganó el Torneo de Contendiente de Peso Mediano de Glory. |                      |                      |                                                                                   |                         |                                  |                      |                      |
| 2014-03-08                                               | Victoria             | Dustin Jacoby        | Glory 14: Zagreb - Middleweight Contender Tournament, Semi Finals                 | Zagreb, Croacia         | KO (Gancho de Izquierda)         | 1                    | 2:02                 |
| 2013-12-21                                               | Derrota              | César Almeida        | WGP Kickboxing 17, Final                                                          | São Paulo, Brasil       | Decisión                         | 3                    | N/A                  |
| 2013-12-21                                               | Victoria             | Camilo Ferraz        | WGP Kickboxing 17, Semifinal                                                      | São Paulo, Brasil       | KO (Rodillazo Derecho)           | 1                    | N/A                  |
| 2013-08-24                                               | Victoria             | Matías Adaro         | WGP Kickboxing 15                                                                 | São Paulo, Brasil       | KO (Cross de Derecha)            | 2                    | N/A                  |
| Ganó el Campeonato de -85 kg Panamericano de WAKO Pro.   |                      |                      |                                                                                   |                         |                                  |                      |                      |
| 2013-03-23                                               | Victoria             | César Almeida        | SUPERKOMBAT New Heroes 2                                                          | São Caetano, Brasil     | Decisión (Unánime)               | 3                    | N/A                  |
| 2012-11-10                                               | Derrota              | Jason Wilnis         | It's Showtime 60                                                                  | São Paulo, Brasil       | TKO (Retiro)                     | 2                    | N/A                  |
| Por el Campeonato Vacante de It's Showtime 85MAX.        |                      |                      |                                                                                   |                         |                                  |                      |                      |
| 2012-09-16                                               | Victoria             | Felipe Micheletti    | WGP Kickboxing 9                                                                  | São Paulo, Brasil       | Decisión (Unánime)               | 3                    | N/A                  |
| 2012-07-07                                               | Victoria             | Clei Silva           | WGP Kickboxing, Final                                                             | São Paulo, Brasil       | Decisión                         | 3                    | N/A                  |
| Ganó el título de -85 kg de WGP Kickboxing.              |                      |                      |                                                                                   |                         |                                  |                      |                      |
| 2012-07-07                                               | Victoria             | Fabio Alberto        | WGP Kickboxing, Semi finals                                                       | São Paulo, Brasil       | KO                               | 1                    | N/A                  |
| 2012-03-31                                               | Victoria             | Clei Silva           | Jungle Fight 37                                                                   | São Paulo, Brasil       | Decisión (Unánime)               | 3                    | N/A                  |
| Ganó el Campeonato de -85 kg Brasileño de K-1.           |                      |                      |                                                                                   |                         |                                  |                      |                      |

## Peleas en Pay-per-view
| N.º | Evento  | Pelea                   | Fecha                   | Sede                  | Ciudad                            | Compras de PPV |
| --- | ------- | ----------------------- | ----------------------- | --------------------- | --------------------------------- | -------------- |
| 1.  | UFC 281 | Adesanya vs. Pereira    | 12 de noviembre de 2022 | Madison Square Garden | New York, Estados Unidos          | No revelado    |
| 2.  | UFC 287 | Pereira vs. Adesanya 2  | 8 de abril de 2023      | Kaseya Center         | Miami, Florida, Estados Unidos    | No revelado    |
| 3.  | UFC 295 | Prochazka vs. Pereira   | 11 de noviembre de 2023 | Madison Square Garden | New York, Estados unidos          | No revelado    |
| 4.  | UFC 300 | Pereira vs. Hill        | 13 de abril de 2024     | T-Mobile Arena        | Las Vegas, Nevada, Estados unidos | No revelado    |
| 5.  | UFC 303 | Pereira vs. Prochazka 2 | 29 de junio de 2024     | T-Mobile Arena        | Las Vegas, Nevada, Estados unidos | No revelado    |